# Foss (Oklahoma)
Foss est une ville du comté de Washita, dans l'Oklahoma, aux États-Unis. Au recensement de 2010, la population de la ville était de 151 habitants soit une augmentation de 18,9% par rapport à 127 habitants au recensement de 2000.

## Histoire
L'histoire de Foss a débuté lorsque les colons de la région du bureau de poste de Wilson se sont déplacés à quatre milles au nord de la vallée de Turkey Creek à la fin des années 1890. Au départ, ils voulaient que leur nouveau bureau de poste s'appelle Graham, mais comme ce nom était déjà pris, il s'appelait Maharg (une anagramme de Graham). Une inondation soudaine le 2 mai 1902 anéantit la ville de Turkey Creek, détruisant des commerces et noyant plusieurs personnes. La ville reconstruite sur des hauteurs s'appelle Foss. Le bureau de poste a ouvert ses portes le 15 septembre 1900,
La ville s'est développée rapidement elle comptait entre 900 habitants et 1 000 habitants, en 1905 Il y avait deux banques , trois égrenage , et en 1912 avaient une centrale électrique, deux hôtels et une maison d'opéra.  Il y avait aussi des usines pour fabriquer des presses à foin, des landaus et des balais. La population s'est stabilisée près de 500 . Dans les années 1920, la ville commença à avoir des problèmes économiques alors que les villes voisines de Clinton et Elk City absorbaient de plus en plus de commerce. Pendant la grande dépression plus de gens se sont éloignés.
Au cours de la Seconde Guerre mondiale , la ville comptait plus de 300 habitants, principalement des voyageurs de la U.S. Route 66 (qui se trouvaient à un peu plus d'un kilomètre au sud de la ville) et d'une base navale américaine au sud de la ville qui fonctionnait en temps de guerre. Une station d'essence et un café ont également fonctionné dans la ville à cette époque.
Bien que dans les années 1950 et 1960, la base aérienne Clinton-Sherman Industrial Airpark (en) à Burns Flat, Oklahoma, située à proximité, ait connu une reprise économique . Lorsque la base a été fermée et que l' Interstate 40 a contourné Foss, la ville a encore décliné. La dernière banque est partie en septembre 1977. 
La ville de Foss comptait deux journaux , le Foss Enterprise et le Foss Banner. Elle était desservie par deux lignes de chemin de fer le Choctaw, Oklahoma et Gulf Railroad (Rock Island) chemin de fer. L’ Enterprise a cessé ses activités dans les années 1930.

## Géographie
La ville de Foss est située sur une altitude de 1 499 pieds 497 m. Selon le Bureau du recensement des États-Unis , la ville a une superficie totale de 1,8 km2 (0,7 mile carré), toutes terres confondues. Foss State Park est situé à proximité.

## Économie
Foss fut un important centre agricole au début du XXe siècle. Son importance a décliné il reste un petit centre agricole.